# Cino Cinelli
Cino Cinelli (né le 9 février 1916 à Montespertoli et mort le 20 avril 2001 dans la même ville) est un coureur cycliste italien et président de l'Association italienne des cyclistes. Il a été coureur professionnel de 1937 à 1944, remportant Milan-San Remo en 1943, le Tour de Lombardie en 1938, et le Tour des Apennins en 1937. Il a créé en 1948 une marque de vélos qui s'appelle Cinelli (en).

## Biographie
Cinelli était le fils d'un petit propriétaire près de Florence, septième d'une famille de 10 enfants. 

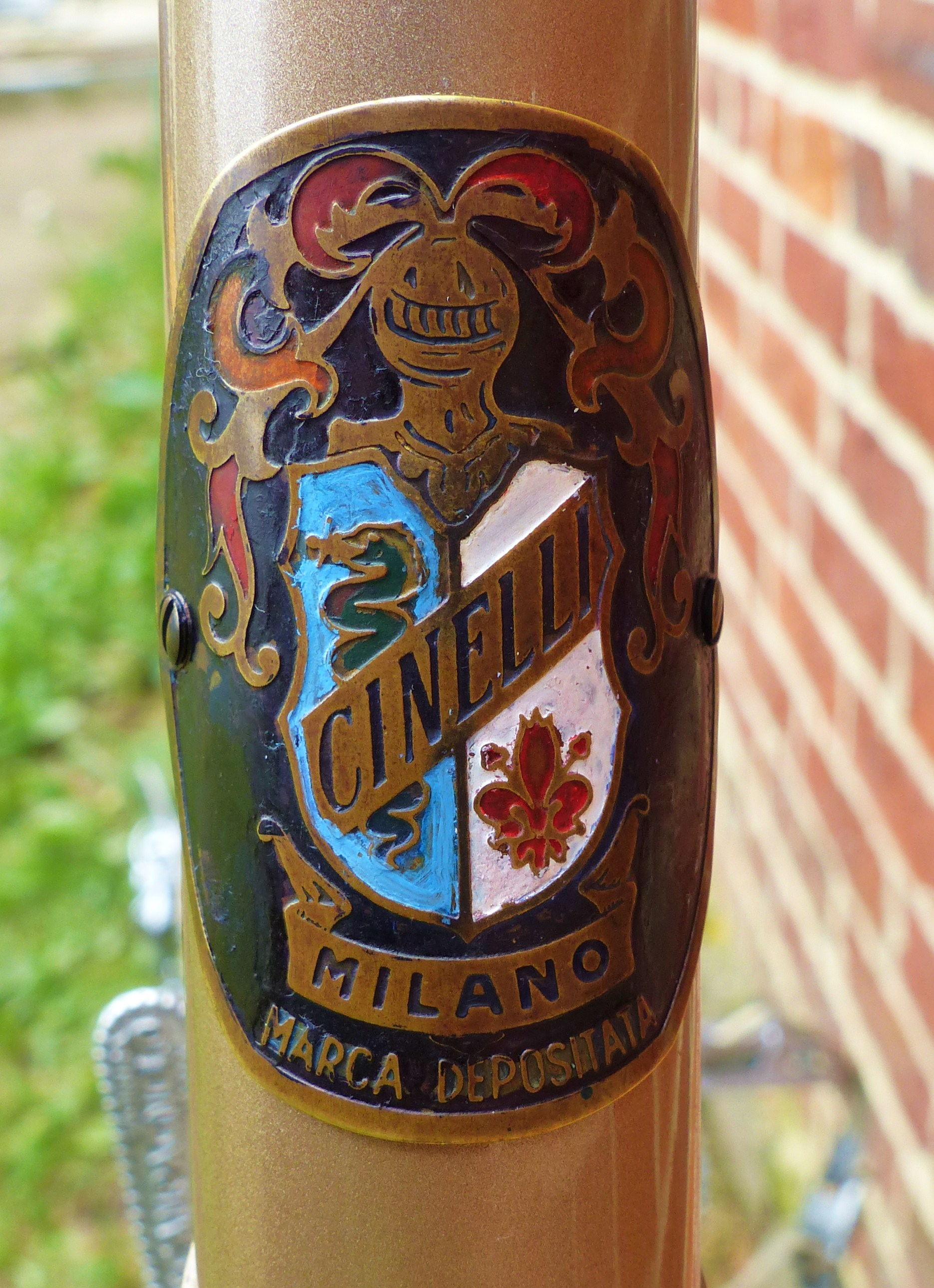
Plaque de vélo Cinelli

Il s'est intéressé à la technologie de vélo après des défaillances mécaniques dans les courses. Le manque d'intérêt des fabricants pour ses idées l'a amené à démarrer sa propre entreprise en 1946. Son frère Giotto faisait l'acier des tiges et des bars à Florence et Cinelli a déménagé l'entreprise à Milan, centre de l'industrie du cyclisme italien. Il a fait des tiges, des barres et des cadres, mais dépendait de la vente en gros pour d'autres entreprises. À sa retraite, Cinelli possédait la moitié de l'entreprise. Les tiges et les bars étaient 80 pour cent des ventes propres de Cinelli.

## Palmarès
- 1937
  - Coppa Andrea Boero
  - Tour des Apennins
- 1938
  - 7eb et 11e étapes du Tour d'Italie
  - Coppa Bernocchi
  - 12e étape du Giro dei Tre Mari
  - Tour de Lombardie
  - 2e de Turin-Ceriale
- 1939
  - 3e étape du Tour d'Italie
  - Tour de Campanie
  - 7e de Milan-San Remo
  - 9e du Tour d'Italie
- 1940
  - Trois vallées varésines
  - Tour du Piémont
  - 2e de la Coppa Bernocchi
  - 3e du Tour de Lombardie
- 1941
  - 2e du Tour de Lombardie
  - 2e du Tour de Vénétie
  - 3e du Tour du Latium
  - 3e du championnat d'Italie sur route
- 1942
  - 3e du Tour d'Émilie
  - 4e du Tour de Lombardie
  - 9e de Milan-San Remo
- 1943
  - Milan-San Remo
- 1944
  - Milan-Varèse-Campo di Fiori :
    - Classement général (avec Antonio Covolo)
    - 1rea et 1reb étapes (avec Antonio Covolo)

## Résultats sur le Tour d'Italie
4 participations
- 1937 : abandon (2e étape)
- 1938 : 12e, vainqueur des 7eb et 11e étapes
- 1939 : 9e, vainqueur de la 3e étape,  maillot rose pendant 6 jours
- 1940 : non-partant (4e étape)